# Василисник
Васили́сник, или Васили́стник, или Вередовец (лат. Thalictrum) — род многолетних растений семейства Лютиковые (Ranunculaceae).
Объём рода, по разным данным, от 120 до 200 видов. В таксономии границы этого рода определяются с трудом, и требуется дальнейшее исследование для их уточнения.

## Название
Научное название Thalictrum происходит от др.-греч. θάλικτρον, thaliktron (таликтрон) — название какого-то лекарственного растения у Диоскорида.
Русское название происходит от распространённого в прошлом русского женского имени Василиса (в старых травниках василисник жёлтый носит название «василиса-трава»); семантика этого названия туманна. Закрепившееся впоследствии написание с буквой «т» («василистник») сочетает «лист» с бессмысленным элементом «васи-».

## Ботаническое описание
Это многолетние растения, высотой от 0,05 до 2,5 м. Самый миниатюрный василистник — василистник альпийский, произрастающий в тундрах и на альпийских лугах, высотой от 5 до 20 см. Стебли равномерно облиственные или голые, при этом листья сосредоточены у основания стебля.
Корни крупные, ветвистые.
Листья очерёдные, простые или дважды, трижды, четырежды перистые.
Цветки — с многочисленными длинными тычинками, белого, жёлтого, розового или светло-сиреневого цвета, собраны иногда в очень плотные, иногда в рыхлые соцветия, простую или ветвистую кисть или метёлку. Нектарники у многих представителей отсутствуют. Пестики, как и тычинки, присутствуют в неопределённом числе, но их, как правило, меньше. У некоторых видов, например, василистника чистотелолистного (Thalictrum chelidonii), василистника клубненосного (Thalictrum tuberosum), чашечки большие, ярко окрашены, но чаще всего они мелкие, поникающие сразу после распускания или вскоре после него.
Формула цветка: {\displaystyle \ast P_{4}\;A_{\infty }\;G_{\underline {5-8}}}.
Плод — многоорешек. Плодики сидячие или на ножке с остающимся в виде носика столбиком. Семена крупные, продолговатые. В 1 г до 650 семян.

## Распространение и экология
Распространены повсеместно по большей части Северного полушария, а также встречаются на юге Африки. Больше всего видов встречается в регионах с умеренным климатом: на территории бывшего СССР произрастает 19 видов, на Алтае встречается 7 видов, в Северной Америке — 22 вида. Василистник альпийский широко распространён на территории российской Арктики, встречаются там и некоторые другие виды василистников.
Василистники растут по всей лесной зоне: на полянах, опушках, в разреженных лесах, по берегам рек.

### Консортивные связи
Василистник поедается некоторыми видами бабочек, например, совками. Так как василистник теневое растение, то при выращивании он требует полива в сухую погоду, при отсутствии полива на него может напасть тля.

## Химический состав
В траве и корнях найдены алкалоиды.

## Хозяйственное значение и использование
Многие виды василистника используются в народной медицине и декоративном садоводстве.

## Классификация

### Таксономия
Thalictrum L., 1753, Sp. Pl. : 545
Род Василисник относится к семейству Лютиковые (Ranunculaceae) порядка Лютикоцветные (Ranunculales). Таксономическая схема в соответствии с Системой APG IV по состоянию на июнь 2024 года:
|  |                                      |  |                                   |                                   |                     |  | ещё 6 семейств |             |                |                                                              |
|  |                                      |  |                                   |                                   |                     |  |                |             |                | 199 подтвержденных видов и 234 вида, ожидающих подтверждения |
|  |                                      |  |                                   | порядок Лютикоцветные             |                     |  |                |             | род Василисник |                                                              |
|  |                                      |  |                                   | порядок Лютикоцветные             |                     |  |                |             | род Василисник |                                                              |
|  | отдел Цветковые, или Покрытосеменные |  |                                   |                                   | семейство Лютиковые |  |                |             |                |                                                              |
|  | отдел Цветковые, или Покрытосеменные |  |                                   |                                   |                     |  |                |             |                |                                                              |
|  |                                      |  | ещё 63 порядка цветковых растений | ещё 63 порядка цветковых растений |                     |  |                | ещё 53 рода | ещё 53 рода    |                                                              |
|  |                                      |  |                                   | ещё 63 порядка цветковых растений |                     |  |                |             | ещё 53 рода    |                                                              |

## Виды
Некоторые из них:
- Thalictrum alpinum L. — Василистник альпийский — Северная Европа, Кавказ, Средняя Азия, Дальний Восток, Гималаи, Монголия, Северная Америка
- Thalictrum aquilegiifolium L. — Василистник водосборолистный, или Василистник водосборный — Европейская часть России, Средняя и Южная Европа, Балканы, Малая Азия
- Thalictrum chelidonii DC. — Василистник чистотелолистный, или Василистник Хелидона — Гималаи
- Thalictrum dasycarpum Fisch. & Ave-Lall. — Василистник пушистоплодный, или Василистник густоплодный — Северная Америка
- Thalictrum delavayi Franch. — Василистник Делавая — Западный Китай
- Thalictrum dioicum L. — Василистник двудомный — Северная Америка
- Thalictrum elegans Wall. ex Royle — Василистник изящный
- Thalictrum fendleri Engelm. ex A.Gray — Василистник Фендлера
- Thalictrum flavum L. — Василистник жёлтый — умеренная зона Евразии
- Thalictrum foeniculaceum Bunge. — Василистник фенхельный
- Thalictrum foetidum L. typus[1] — Василистник вонючий — Евразия
- Thalictrum foliolosum DC. — Василистник олиственный
- Thalictrum lucidum L. — Василистник блестящий, или Василистник светлый — европейская часть России, Средняя и Западная Европа, Средиземноморье, Балканы, Малая Азия
- Thalictrum minus L. — Василистник малый, или Василистник обыкновенный — Евразия, Северная Америка
- Thalictrum petaloideum L. — Василистник ложнолепестковый, или Василистник широкотычиночный — Сибирь, Дальний Восток, Средняя Азия, Китай, Монголия, Япония
- Thalictrum polycarpum (Torr.) S.Watson — Василистник многоплодный
- Thalictrum revolutum DC. — Василистник завёрнутый
- Thalictrum rochebruneanum Franch.  & Sav. — Корея, Япония
- Thalictrum simplex L. — Василистник простой — Украина, Белоруссия, европейская часть России, Сибирь, Дальний Восток, Средняя Азия
- Thalictrum sparsiflorum Turcz. ex Fisch. & C.A.Mey. — Василистник редкоцветковый
- Thalictrum squarrosum Stephan ex Willd. — Василистник растопыренный
- Thalictrum tuberosum L. — Василистник клубненосный, или Василистник клубневой — юго-запад Франции, Испания, Япония, Китай

Вид Василистник анемоновидный (Thalictrum thalictroides (L.) A.J.Eames & B.Boivin) по современной классификации признан синонимом вида Anemonella thalictroides (L.) Spach.